# Varètja
Varètja (francès: Barèges) és un municipi francès del department dels Alts Pirineus, a la regió d'Occitània.

## Demografia
| 1962                                       | 1968 | 1975 | 1982 | 1990 | 1999 | 2007 |
| ------------------------------------------ | ---- | ---- | ---- | ---- | ---- | ---- |
| 286                                        | 332  | 279  | 282  | 257  | 258  | 240  |
| Des de 1962: població sense dobles comptes |      |      |      |      |      |      |

## Administració
| Període   | Identitat          | Partit |
| --------- | ------------------ | ------ |
| 2001-2008 | Jean-Claude Crampe |        |
| 2008-     | Emmanuel Corret    |        |